# Kiss It Better
Singles de Rihanna
Work
(2016) Needed Me
(2016)
Kiss It Better est une chanson de la chanteuse barbadienne Rihanna, extrait de son huitième album Anti, sorti en 2016.
La chanson est écrite et produite par Jeff Bhasker et Glass John, avec la participation de Teddy Sinclair et Rihanna. La chanson est envoyée aux radios américaines le 30 mars 2016 en double exploitation avec le single Needed Me. "Kiss It Better" est une ballade R&B influencée par la musique des années 1980/1990. La chanson se concentre une relation destructrice que la chanteuse trouve irrésistible. 
La chanson fut acclamée par la critique, qui applaudissent l'influence des années 80, les paroles et les vocalises de Rihanna. Elle reçoit lors de la 59ème cérémonie des Grammys Awards, une nomination pour la meilleure chanson R&B. Kiss It Better s'est classée 62 au Billboard Hot 100 et est certifiée disque de platine par la RIAA, pour 1 million d'exemplaires écoulés. Le clip est réalisé par le photographe de mode Craig McDean et est dévoilé pour la première fois le 31 mars 2016. La vidéo est inspirée par le dadaïsme et le surréalisme et montre Rihanna contre un arrière plan noir.
La chanson est devenu par la suite, la piste clôturant le Anti World Tour.

## Clip vidéo
Le clip vidéo, réalisé par le photographe Craig McDean, a été dévoilé le 31 mars 2016 à 12h00 (heure locale). Dans une atmosphère sombre et aérienne, Rihanna danse sur le sol, vêtue d'un simple haut transparent. L'ensemble donne un aspect très sensuel, pour évoquer le titre de la chanson, Kiss It Better[réf. nécessaire].
Sur D17/CStar, le clip est diffusé avec la signalétique (-10 ans), en journée puis après 22h. Sur les autres chaînes, le clip est diffusé en journée et sans signalétique.

## Classements
| Classement (2016)              | Meilleure position |
| ------------------------------ | ------------------ |
| États-Unis (R&B/Hip-Hop Songs) | 27                 |
| États-Unis (Pop Airplay)       | 27                 |
| France (SNEP)                  | 76                 |
| Royaume-Uni (UK Singles Chart) | 51                 |